# Казан, Иштван
Иштван Казан (венг. Kazán István; 15 сентября 1924, Будапешт — 15 ноября 2005, там же) — венгерский режиссёр, актёр, сценарист, педагог. Дважды лауреат театральной Премии имени Мари Ясаи (1959, 1964).

## Биография
С 1944 по 1949 год выступал на сценах самодеятельных театров. В 1950—1954 годах обучался в Будапештском университете театрального и киноискусства по специальности театральная режиссура.
В 1955 году окончил ГИТИС в Москве. Вернувшись в Венгрию, с 1956 по 1962 год работал режиссёром, затем ведущим режиссером театра Венгерской народной армии (ныне Театр комедии «Вигсинхаз» в Будапеште), в Передвижном театре им. Дерине, затем в театре оперетты.
С 1973 по 1977 год был главным режиссером Будапештского детского театра, где также руководил студией подготовки актёров. С 1959 года преподавал в Театрально-кинематографическом колледже.
Как кинорежиссёр поставил 14 кино- и телефильмов. Снялся в 2 кинофильмах. Написал 2 киносценария.
И. Казану была близка тема современности, для которой он находил острую сценическую форму.

## Избранные театральные постановки
- «Жорж Данден» Мольера (1955),
- «Визит пожилой дамы» Дюрренматта (1958),
- «Фауст» (1961)
- «Стеклянные фигуры» У.Теннесси
- «Волки и овцы» А. Н. Островского
- «Бесприданица» А. Н. Островского и др.

## Фильмография
Режиссёр
- Ki ismeri őket? A nőket! (1981)
- Enyhítő körülmény (ТВ, 1980)
- Ki van a tojásban? (1973)
- Приключения Пиркса / Pirx kalandjai (НФ сериал, 1972)
- Napfogyatkozás (ТВ, 1966)
- Az én kortársaim II. (ТВ, 1964)
- Az én kortársaim I. (ТВ, 1964)
- Maszk nélkül
- Császárok